# Беняшовице
Беняшови́це (пол. Bieniaszowice) — село в Польше, находящееся в гмине Грембошув Домбровского повета Малопольского воеводства.

## География
Село располагается в 17 км от города Домброва-Тарновска и 62 км от города Кракова.

## История
С 1975 по 1998 года село входило в Тарнувское воеводство.

## Известные жители и уроженцы
- Косиняк-Камыш, Зенон (род. 1958 г.) — польский дипломат.